# 光波分光計

光栅光譜儀示意圖

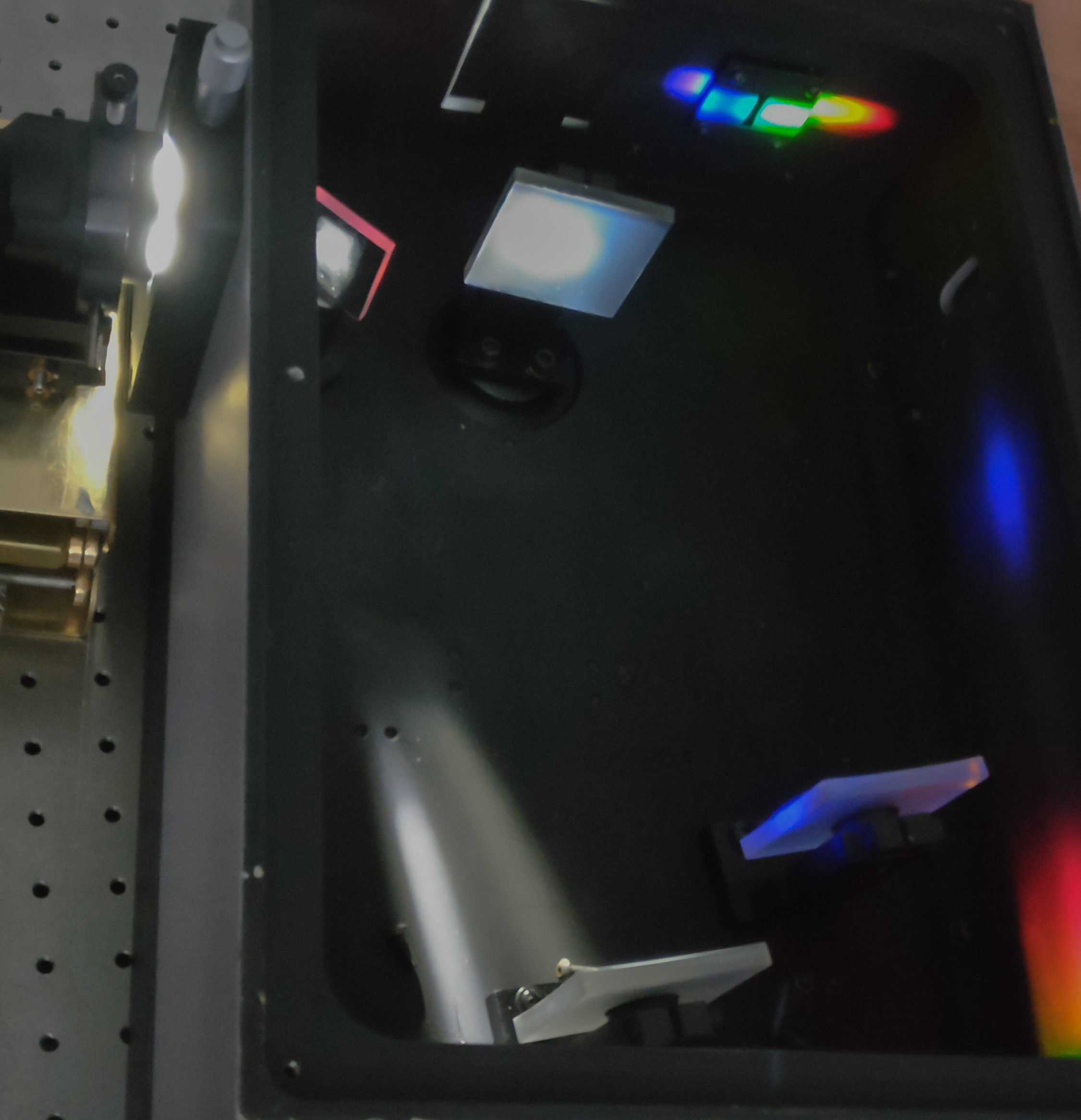
光栅光譜儀的內部結構：光線從左側發出，在中間上方的反射光栅上繞射，然後通過右上角的狹縫選擇光的波長。

光波分光計（英語：optical spectrometer、spectrophotometer、 spectrograph、或spectroscope）是一種用於量測電磁波譜特定部分光特性的儀器，通常用於光譜分析以識別資料。量測的變數通常是光的輻照度，但也可能是偏振狀態。引數通常是光的波長或一個緊密匯出的物理量，如相應的波數或光子能量，量測的單位分別以釐米、長度倒數或電子伏特等表示。
光譜儀用於光譜學中，用於產生譜線並量測其波長和强度。光譜儀可以在廣泛的非光學波長範圍內工作，從伽馬射線和 X射線到遠紅外線。如果儀器被設計為在絕對尺度而不是相對尺度上量測光譜，那麼它通常被稱為分光光度計。大多數分光光度計用於可見光譜附近的光譜區域。
為量測入射光功率而校準的光譜儀稱為分光輻射計。
一般來說，由於用於量測光譜不同部分的科技不同，任何特定儀器都只會在總範圍的一小部分上運行。在光學頻率以下（即微波和無線電頻率），頻譜分析儀是一種密切相關的電子設備
光譜儀用於許多領域。例如，它們在天文學中用於分析物體的輻射並推斷其化學成分。光譜儀使用稜鏡或光栅將光展開成為到光譜。這使得天文學家能够通過其特徵譜線檢測到許多化學元素。這些譜線以引起它們的元素命名，如氫α、β和γ線。發光物體將顯示明亮的光譜線。暗線是由吸收產生的，例如光線穿過氣體雲，這些吸收線也可以識別化合物。我們對宇宙化學組成的大部分知識都來自光譜。

## 分光鏡

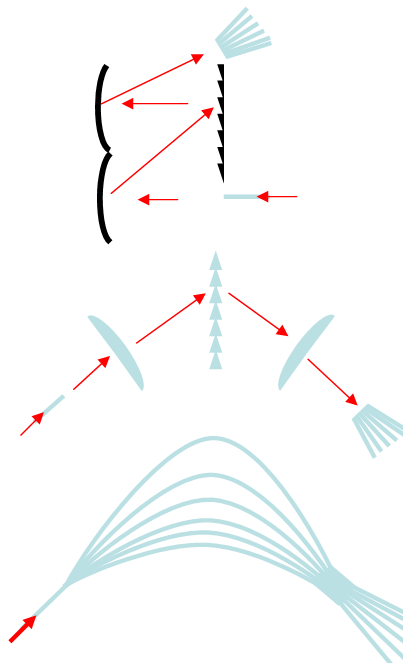
不同繞射分光鏡的比較：反射光學、折射光學、光纖/集成光學。

分光鏡經常用於天文學和化學的一些分支。早期的分光鏡只是帶有刻度標記波長的三稜鏡。現代的分光鏡通常使用繞射光栅、可移動的狹縫和某種光電探測器，所有這些都由電腦控制，是自動化的。最近的進展表明，在一系列沒有繞射光栅的小型分光鏡中，計算演算法的依賴性越來越高，例如，通過在CCD晶片上使用基於量子點的濾波器陣列或者在單個納米結構上實現的一系列光電探測器。
約瑟夫·夫朗和斐（德語：Joseph von Fraunhofer）通過將稜鏡、繞射狹縫和折射望遠鏡相結合，開發了第一台現代分光鏡，提高了光譜分辯率，並可在其它實驗室中複製。夫朗和斐還發明了第一台繞射分光鏡。古斯塔夫·克希荷夫（德語：Gustav Robert Kirchhoff）和羅伯特·威廉·本生（德語：Robert Bunsen）發現了分光鏡在化學分析中的應用，並利用這種方法發現了銫和[銣]]。克希荷夫和本生的分析也為恆星光譜提供了化學解釋，包括夫朗和斐譜線。
當材料被加熱到白熾時，它會發出光，這是材料原子組成的特徵。
特定的光頻率會在尺規上產生清晰定義的條帶，可以將其視為指紋。例如，鈉元素在588.9950和589.5924奈米處有一個非常典型的雙黃色帶，稱為鈉D線，其顏色對任何見過低壓鈉燈的人來說都很熟悉。
在19世紀初的原始分光鏡設計中，光線進入狹縫，然後准直透鏡將光轉化為一束細細的平行光束。然後，光穿過稜鏡（在手持分光鏡中，通常是阿米西稜鏡），因為不同的波長由於色散有不同的折射量，該稜鏡將光束折射成光譜。接著可以通過一根帶有刻度的管子觀察這張影像，管子上的刻度被轉置到光譜影像上，從而可以直接量測。
隨著攝影膠片的發展，更精確的分光鏡被創造出來。它基於與分光鏡相同的原理，但它有一個攝像頭代替了觀察管。近年來，圍繞光電倍增管構建的電子電路已經取代了相機，從而能够以更高的精度進行實時光譜分析。在光譜系統中，光電感測器陣列也取代了膠片。這種光譜分析或光譜學已成為分析未知物質成分、研究天文現象和檢驗天文理論的重要科學工具。
在紫外、可見光和近紅外光譜範圍的現代光譜儀中，光譜通常以每單位波長（nm或μm）、波數（μm−1，cm−1）、頻率（THz）或能量（eV）的光子數形式給出，並在橫坐標標示單位。在中紅外到遠紅外光中，光譜通常以瓦特每單位波長（μm）或波數（cm−1）為單位表示。在許多情况下，頻譜顯示時隱含了單位（例如每個頻譜通道的「數位計數」）。

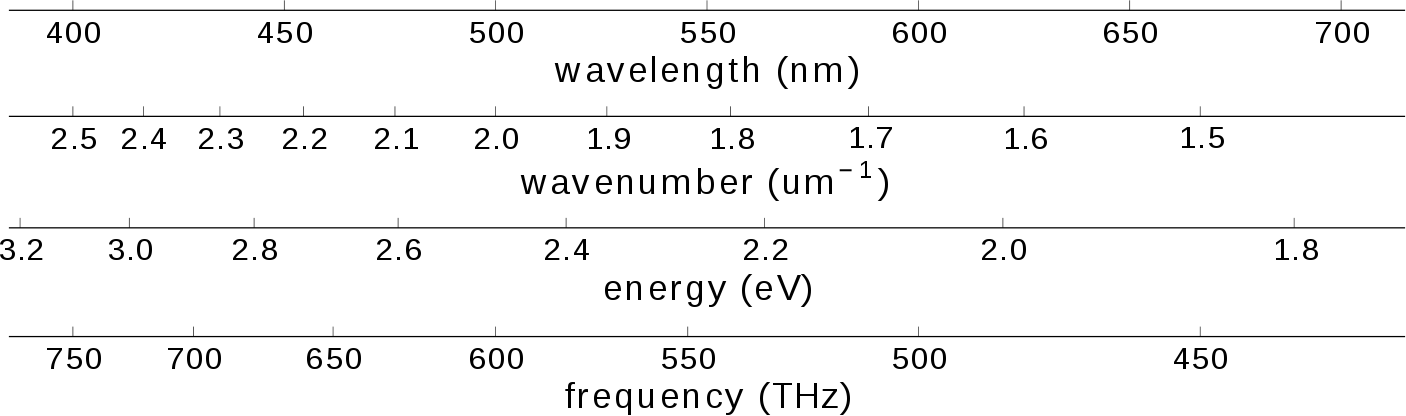
可見光分光鏡常用的四種橫坐標類型的比較。

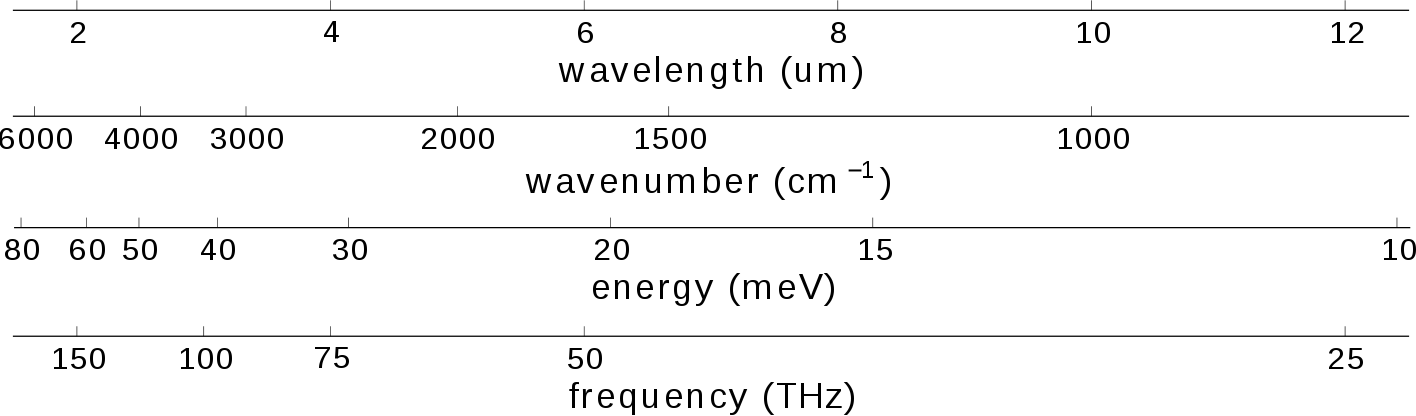
紅外光分光鏡常用的四種橫坐標類型的比較。

### 在寶石學中
寶石學家經常使用分光鏡來確定寶石的吸收光譜，從而使他們能够推斷出他們正在檢查的是哪種寶石。寶石學家可以將他們觀察到的吸收光譜與各種寶石的光譜目錄進行比較，以幫助辨認寶石的確切身份。

## 攝譜儀

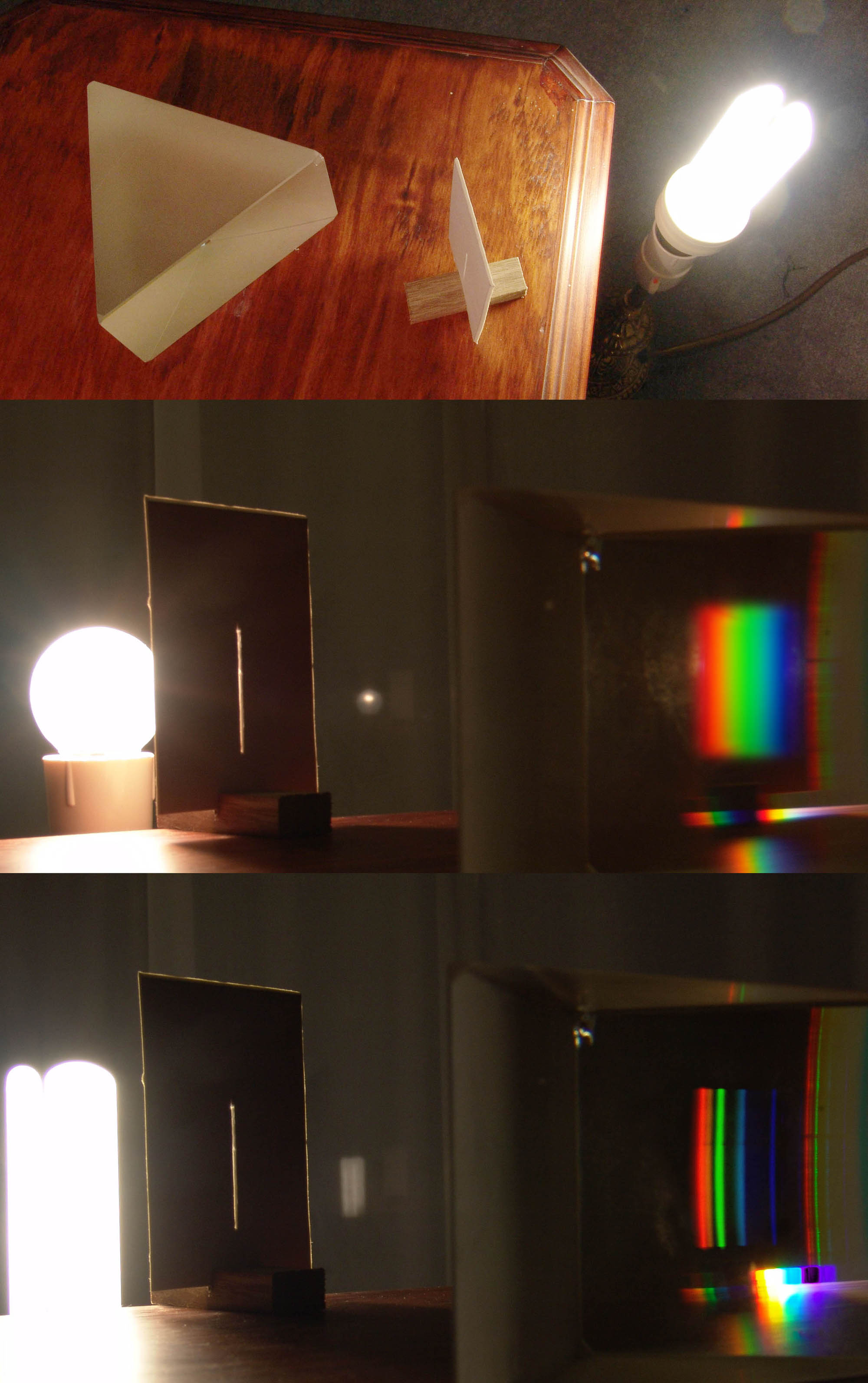
一種基於稜鏡的非常簡單的分光鏡。

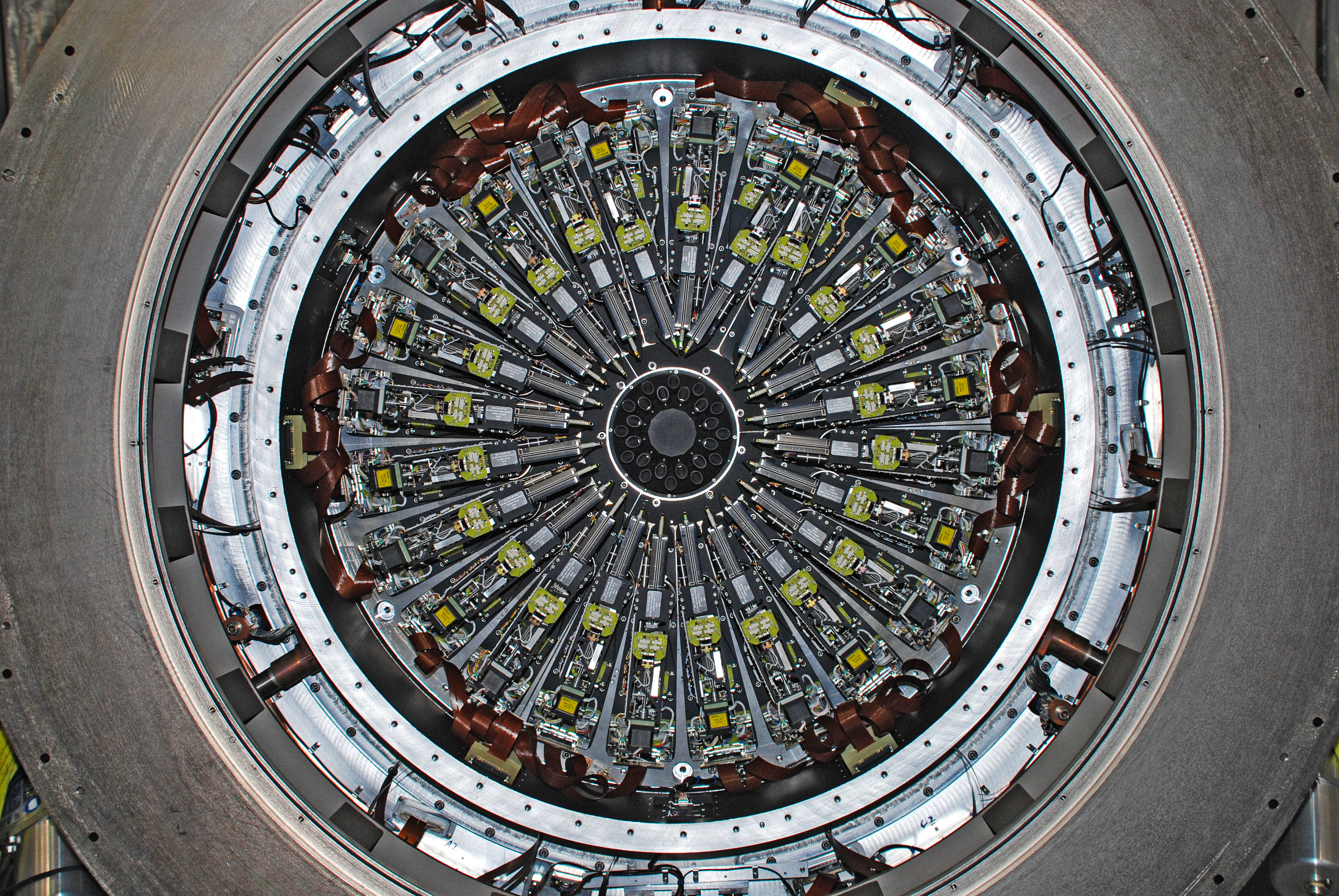
KMOS攝譜儀。

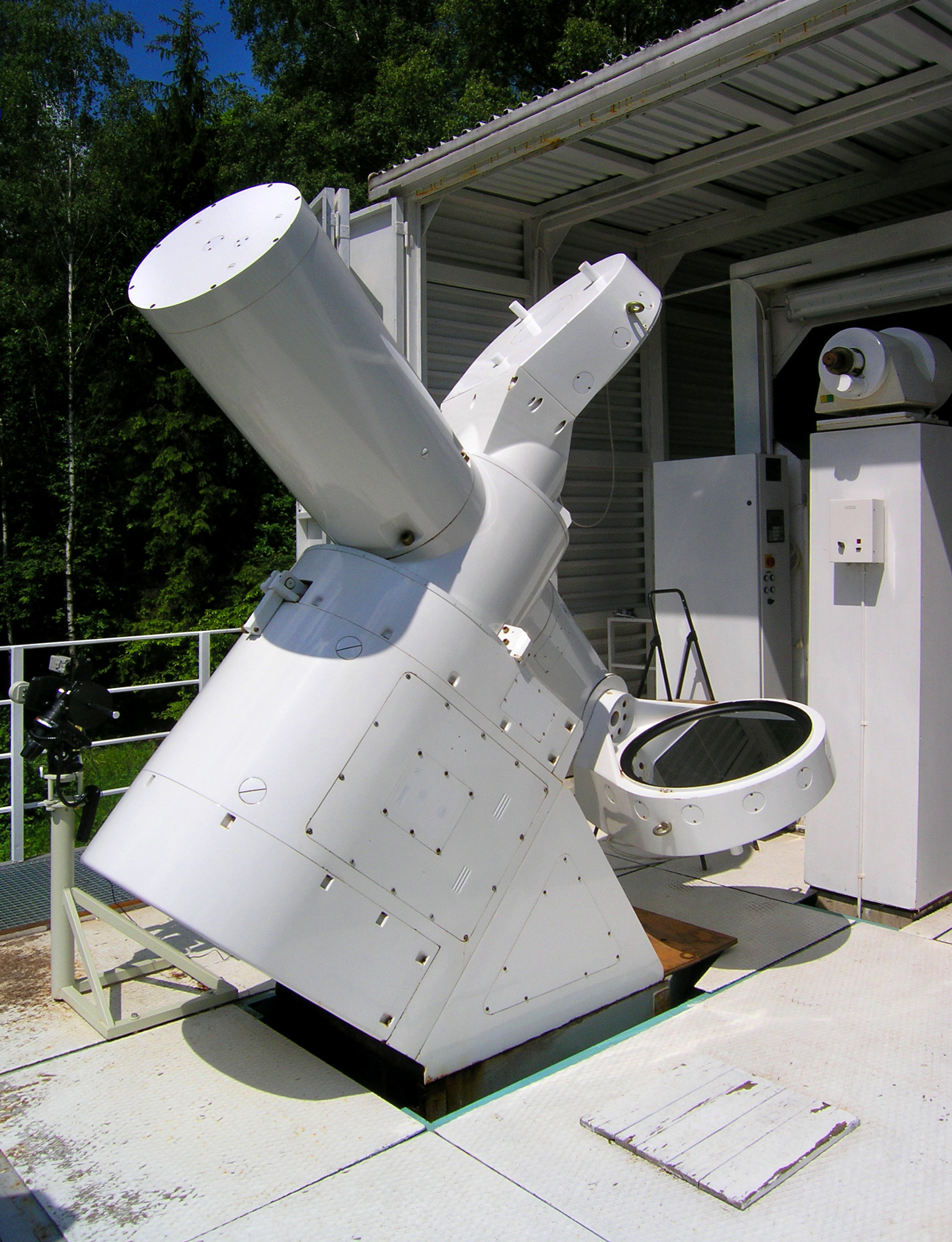
捷克共和國Ondřejov捷克天文研究所的水平太陽攝譜儀

攝譜儀是一種按波長分離光並記錄這些數據的儀器。攝譜儀通常具有多通道探測器系統或相機，用於探測和記錄光譜。
1876年，亨利·杜雷伯（英語：Henry Draper）發明了這種設備的最早版本，他也首次使用了這個術語，並用它拍攝了幾張織女星光譜的照片。這種最早版本的攝譜儀使用起來很麻煩，也很難管理。
根據波的精確性質，有幾種機器被稱為「攝譜儀」。第一架攝譜儀使用相紙作為探測器。 植物顏料的光敏素是使用活體植物作為檢測器的攝譜儀發現的。最近的攝譜儀使用電子探測器，如CCD，可用於可見光和UV光。探測器的確切選擇取決於要記錄的光的波長。
攝譜儀有時被稱為多色儀，與單色儀類似。

### 恆星和太陽攝譜儀
恆星光譜分類以及主序列、哈伯定律和哈伯序列的發現都是用使用相紙的攝譜儀完成的。韋伯太空望遠鏡包含近紅外攝譜儀（NIRSpec）和中紅外攝譜儀（MIRI）。

### 階梯光柵攝譜儀
基於分級光柵的攝譜儀使用兩個繞射光柵，它們彼此旋轉90度並靠近放置。因此，使用入口點而不是狹縫，CCD晶片記錄光譜。兩個光栅都留有很寬的間距，其中一個是閃耀的，只有第一階可見，另一個也是閃耀的但可見更高階，因此CCD可以獲得非常精細的光譜。

### 無縫攝譜儀
在傳統攝譜儀中，在光束中插入狹縫以限制色散方向上的影像範圍。無縫攝譜儀省略了狹縫；這導致影像沿著色散方向將影像資訊與光譜資訊進行摺積。如果場不够稀疏，那麼影像場中不同來源的光譜將重疊。交易是，無縫攝譜儀可以比掃描傳統攝譜儀更快地產生光譜成像。這在諸如太陽物理學之類的應用中非常有用，因為在這些應用中，時間演化很重要。

## 外部連結
中的“光波分光計”
- Spectrograph for astronomical Spectra
- Photographs of spectrographs used in the Lick Observatory from the Lick Observatory Records Digital Archive, UC Santa Cruz Library's Digital Collections （页面存档备份，存于）